# Municipio de Bangor (condado de Van Buren)
El municipio de Bangor (en inglés: Bangor Township) es un municipio ubicado en el condado de Van Buren en el estado estadounidense de Míchigan. En el año 2010 tenía una población de 2147 habitantes y una densidad poblacional de 23,99 personas por km².

## Geografía
El municipio de Bangor se encuentra ubicado en las coordenadas 42°17′9″N 86°10′6″O / 42.28583, -86.16833. Según la Oficina del Censo de los Estados Unidos, el municipio tiene una superficie total de 89.48 km², de la cual 87.29 km² corresponden a tierra firme y (2.45%) 2.19 km² es agua.

## Demografía
Según el censo de 2010, había 2147 personas residiendo en el municipio de Bangor. La densidad de población era de 23,99 hab./km². De los 2147 habitantes, el municipio de Bangor estaba compuesto por el 84.49% blancos, el 4.15% eran afroamericanos, el 1.3% eran amerindios, el 0.23% eran asiáticos, el 0.09% eran isleños del Pacífico, el 7.31% eran de otras razas y el 2.42% pertenecían a dos o más razas. Del total de la población el 14.3% eran hispanos o latinos de cualquier raza.